# Cudahy (California)
Cudahy è una città della Contea di Los Angeles, in California (Stati Uniti).